# Annar Ryen
Annar Ryen   (Dalsbygda, 19 d'octubre de 1909 - Hedmark, 9 de març de 1985) va ser un esquiador de fons noruec que va competir durant la dècada de 1930.
En el seu palmarès destaca una medalla d'or al Campionat del Món d'esquí nòrdic de 1937. El 1940, juntament amb Oscar Gjøslien, va rebre la medalla Holmenkollen, la darrera que es va entregar abans de la pausa provocada per la Segona Guerra Mundial.